# Gesundheitliche Notlage internationaler Tragweite
Eine gesundheitliche Notlage internationaler Tragweite (kurz: GNIT, auch Internationaler Gesundheitsnotstand, englisch public health emergency of international concern kurz: PHEIC) ist ein von dem Generaldirektor der Weltgesundheitsorganisation (WHO) nach Artikel 12 der Internationalen Gesundheitsvorschriften (IGV) festgestelltes Ereignis.

## Definition
Voraussetzung für einen internationalen Gesundheitsnotstand ist ein „außergewöhnliches Ereignis“, bei dem sich eine Krankheit über Landesgrenzen hinweg auszubreiten droht und so zum Gesundheitsrisiko für andere Länder und den internationalen Verkehr wird, als „ernst, ungewöhnlich oder unerwartet“ eingestuft wird und möglicherweise ein sofortiges international koordiniertes Handeln erfordert.
Die GNIT ist die höchste Alarmstufe der WHO. Der Begriff „weltweite Notlage“ wird in dem Zusammenhang synonym gebraucht.

## Unterschied zwischen GNIT und Pandemie
Im Gegensatz zu einer formalen und rechtlich bindenden „gesundheitliche Notlage internationaler Tragweite“ (GNIT) gibt es bei einer Pandemie keine Strukturen und Prozesse für den Entscheidungsfindung für die Deklaration einer Pandemie, keine vereinbarte Kriterien und auch keine rechtlich weltweit bindende Vereinbarung darüber, was die Staaten als Reaktion tun müssen.

## Verfahren
Für die Übermittlung der betreffenden Angaben im Bereich der übertragbaren Krankheiten an die WHO ist in Deutschland das Robert Koch-Institut zuständig (§ 12 Abs. 1 Satz 4 IfSG), für den Bereich chemischer Gefahren das Bundesamt für Bevölkerungsschutz und Katastrophenhilfe und für den Bereich radionuklearer Gefahren das Bundesministerium für Umwelt, Naturschutz und Reaktorsicherheit (§ 4 Abs. 1 Nr. 1–3 IGV-Durchführungsgesetz).
Für die Bewertung und Meldung von Ereignissen, die eine gesundheitliche Notlage von internationaler Tragweite darstellen können, enthält Anlage 2 zu den IGV ein Entscheidungsschema, nach dem die nationalen Behörden verfahren.
Der Generaldirektor der WHO berät sich mit dem Vertragsstaat, in dessen Hoheitsgebiet ein Ereignis eingetreten ist, und ersucht den mit Sachverständigen aller relevanten Fachbereiche besetzten Notfallausschuss (International Health Regulations Emergency Commitee – IHR Emergency Commitee) binnen 48 Stunden um geeignete vorläufige Empfehlungen (Art, 12, 47, 48 IGV). Zu dem Ausschuss gehören unter anderem Virologen, Experten für Seuchenbekämpfung, Impfstoffentwickler und auch spezialisierte Epidemiologen.
Der Generaldirektor entscheidet endgültig aufgrund der Stellungnahme der Sachverständigen und teilt seine Entscheidung den Vertragsstaaten mit (Art. 49 Abs. 5, 6, Art. 11 Abs. 2 Buchstabe a) IGV). Er informiert außerdem die natürlichen oder juristischen Personen, die im internationalen Reiseverkehr für eine Beförderung mit Luftfahrzeugen, Schiffen, Eisenbahnen, Straßenfahrzeugen oder anderen Beförderungsmitteln verantwortlich sind (Art. 49 Abs. 6 Satz 2 IGV).

## Konsequenzen
Ist eine gesundheitliche Notlage festgestellt worden, so gibt die WHO zeitlich befristete Empfehlungen, um die grenzüberschreitende Ausbreitung von Krankheiten zu verhindern oder zu verringern und eine unnötige Beeinträchtigung des internationalen Verkehrs zu vermeiden. Die Empfehlungen können Gesundheitsmaßnahmen umfassen, die von dem Vertragsstaat durchgeführt werden sollten, der sich in einer gesundheitlichen Notlage von internationaler Tragweite befindet, oder von anderen Vertragsstaaten und sich auf Personen sowie Gepäck, Fracht, Container, Beförderungsmittel, Güter und/oder Postpakete beziehen (Art. 15 IGV).
Von der WHO in Bezug auf Personen gegebene Empfehlungen an die Vertragsstaaten können nach Art. 18 Abs. 1 IGV folgende Ratschläge beinhalten:
- den Reiseverlauf in betroffenen Gebieten überprüfen;
- den Nachweis von ärztlichen Untersuchungen und Laborergebnissen überprüfen;
- ärztliche Untersuchungen verlangen;
- den Nachweis einer Impfung oder einer anderen Prophylaxe überprüfen;
- eine Impfung oder eine andere Prophylaxe verlangen;
- verdächtige Personen einer Beobachtung zum Schutz der öffentlichen Gesundheit unterziehen;
- Quarantäne- oder andere Gesundheitsmaßnahmen für verdächtige Personen durchführen;
- eine Absonderung betroffener Personen und nötigenfalls deren Behandlung durchführen;
- eine Nachverfolgung der Kontakte verdächtiger oder betroffener Personen durchführen;
- die Einreise verdächtiger und betroffener Personen verweigern;
- die Einreise nicht betroffener Personen in betroffene Gebiete verweigern und
- bei der Ausreise von Personen aus betroffenen Gebieten ein Screening durchführen und/oder Beschränkungen auferlegen.

In Bezug auf Gepäck, Fracht, Container, Beförderungsmittel, Güter und Postpakete gegebene Empfehlungen beinhalten gem. Art. 18 Abs. 2 IGV:
- Ladeliste und Route überprüfen;
- den Nachweis von Maßnahmen bei der Abreise oder bei der Durchfuhr zur Beseitigung von Infektionen oder Verseuchungen überprüfen;
- eine Behandlung von Gepäck, Fracht, Containern, Beförderungsmitteln, Gütern, Postpaketen oder menschlichen Überresten durchführen, um Infektionen oder Verseuchungen einschließlich Vektoren und Herden zu beseitigen;
- besondere Gesundheitsmaßnahmen anwenden, um die sichere Handhabung und den sicheren Transport menschlicher Überreste zu gewährleisten;
- eine Absonderung oder Quarantäne durchführen;
- Beschlagnahme und Vernichtung infizierter oder verseuchter oder verdächtiger Gepäck- oder Frachtstücke, Container, Beförderungsmittel, Güter oder Postpakete unter kontrollierten Bedingungen vornehmen, wenn andere verfügbare Behandlungen oder Verfahren sonst erfolglos bleiben würden und
- die Ab- oder Einreise verweigern.

## Bisherige Fälle
Seit dem Inkrafttreten der internationalen Gesundheitsvorschriften im Jahr 2005 wurden von tausenden Ereignissen, die seitdem an die WHO gemeldet wurden, folgende gesundheitliche Notlagen internationaler Tragweite festgestellt:
| Pandemie/Epidemie                  | Beginn          | Ende              | Dauer                |
| ---------------------------------- | --------------- | ----------------- | -------------------- |
| Influenza-Pandemie H1N1 2009/10    | 25. April 2009  | 10. August 2010   | 351 Tage             |
| Poliomyelitis                      | 5. Mai 2014     | (andauernd)       | 11 Jahre und 70 Tage |
| Ebolafieber-Epidemie 2014 bis 2016 | 8. August 2014  | 29. März 2016     | 1 Jahr und 235 Tage  |
| Zikavirus-Epidemie 2015/2016       | 1. Februar 2016 | 18. November 2018 | 2 Jahre und 291 Tage |
| Ebolafieber-Epidemie 2018 bis 2020 | 17. Juli 2019   | 26. Juni 2020     | 346 Tage             |
| COVID-19-Pandemie                  | 30. Januar 2020 | 5. Mai 2023       | 3 Jahre und 96 Tage  |
| Affenpocken-Ausbruch 2022          | 23. Juli 2022   | 11. Mai 2023      | 293 Tage             |
| Affenpocken-Ausbruch 2024          | 14. August 2024 | (andauernd)       | 333 Tage             |

## Diskutierte, aber nicht als gesundheitliche Notlage eingestufte Fälle
- der Ausbruch des MERS-CoV-Virus auf der Arabischen Halbinsel führte bislang nicht zur Feststellung einer gesundheitlichen Notlage.[30][31]

- die prognostizierten Risiken infolge der Nuklearkatastrophe von Fukushima für die Menschen in Japan und auch außerhalb des Landes sind nach Einschätzung der WHO gering.[32][33]